# (9735) 1986 JD
1986 جاي دي (ويعرف أيضًا باسم (9735) 1986 جاي دي وفق تسمية الكوكب الصغير) (بالإنجليزية: 1986 JD)‏ هو كويكب ضمن حزام الكويكبات؛ وترتيبه 9735 من حيث الاكتشاف.
اكتُشف هذا الجُرم الفلكي بواسطة المسح الدولي للكويكبات القريبة من الأرض ‏ في 2 مايو 1986.

## وصلات خارجية
- (9735) 1986 JD في قاعدة بيانات مختبر الدفع النفاث لأجرام النظام الشمسي الصغيرة

- الاكتشاف · مخطط المدار ·  العناصر المدارية · المعلمات المادية

- (9735) 1986 JD على موقع ويكي سكاي: DSS2, SDSS, GALEX, IRAS, Hydrogen α, X-Ray, Astrophoto, Sky Map, Articles and images